# Leonor Will Never Die
Leonor Will Never Die ist eine Tragikomödie von Martika Ramirez Escobar, die Ende Januar 2022 beim Sundance Film Festival ihre Premiere feierte und Ende November 2022 in die US-Kinos kam.

## Handlung
Einst war Leonor Reyes eine wichtige Akteurin in der philippinischen Filmindustrie. Sie hatte eine Reihe äußerst erfolgreicher Actionfilme gedreht. Nun weiß sie nicht, wie sie ihre Rechnungen bezahlen soll, sehr zum Leidwesen ihres im Haushalt lebenden erwachsenen Sohnes Rudy. Als sie eine Anzeige liest, in der nach Drehbüchern für einen Wettbewerb gesucht wird, beginnt Leonor, an einem unvollendeten Drehbuch zu arbeiten.

## Produktion
Es handelt sich bei Leonor Will Never Die um das Regiedebüt von Martika Ramirez Escobar, die auch das Drehbuch schrieb. Sie schloss ihr Studium an der University of the Philippines mit Auszeichnung ab. Ihr Abschlussfilm Stone Heart wurde beim Busan International Film Festival gezeigt. Als Kamerafrau hat sie Filme wie Hello, Stranger: The Movie und Musikvideos von Zack Tabuldo und The Juans gedreht. Die Realisierung von Leonor Will Never Die dauerte acht Jahre.
Sheila Francisco spielt in der Titelrolle Leonor Reyes. Alan Bautista spielt ihren Exmann Valentin und Anthony Falcon ihren verstorbenen Lieblingssohn Ronwaldo. Bong Cabrera ist in der Rolle des unliebsamen Sohnes Rudy zu sehen.
Erste Vorstellungen des Films erfolgten ab dem 21. Januar 2022 beim Sundance Film Festival. Im August 2022 wurde er beim Edinburgh International Film Festival und im September 2022 beim Toronto International Film Festival gezeigt. Im Oktober 2022 erfolgten Vorstellungen beim Sitges Film Festival, beim Chicago International Film Festival und beim Film Festival Cologne. Im November 2022 wurde er beim Exground Filmfest Wiesbaden und beim Cork International Film Festival gezeigt. Am 25. November 2022 kam der Film in ausgewählte US-Kinos.

## Rezeption

### Kritiken
Von den bei Rotten Tomatoes aufgeführten Kritiken sind 91 Prozent positiv bei einer durchschnittlichen Bewertung mit 7,4 von 10 möglichen Punkten. Bei Metacritic erhielt der Film einen Metascore von 73 von 100 möglichen Punkten.
Amy Nicholson von Variety schreibt, auch wenn die Heldentaten, die ihr von Rocky Salumbides gespielter Sohn in Leonors Film vollbringt, mit den unbeholfenen Soundeffekten und einer hysterischen Filmmusik von Alyana Cabral und Pan De Coco wie eine Parodie wirkten, wolle Martika Ramirez Escobar offensichtlich erreichen, dass der Zuschauer hinterfragt, warum fiktive starke Männer in Filmen oft als Retter der realen Welt idealisiert werden. Dies sei nicht nur in den USA ein Problem, wo man Ronald Reagan, Arnold Schwarzenegger und Donald Trump zu Präsidenten gewählt habe, sondern auch für Escobars Heimatland, die Philippinen, wo ebenfalls einen Actionstar Präsident wurde.

### Auszeichnungen
Cork International Film Festival 2022
- Auszeichnung mit dem Youth Jury Award[12]

Independent Spirit Awards 2023
- Nominierung als Bester internationaler Film[13]

Mostra Internacional de Cinema em São Paulo 2022
- Nominierung im New Directors Competition (Martika Ramírez Escobar)[14]

Sitges Film Festival 2022
- Auszeichnung für die Beste Regie in der Sektion Noves Visions (Martika Ramírez Escobar)[15]

Sundance Film Festival 2022
- Auszeichnung mit dem World Cinema Dramatic Special Jury Award for Innovative Spirit[2]

Toronto International Film Festival 2022
- Auszeichnung mit dem Amplify Voices Award[16]